# Operazione militare

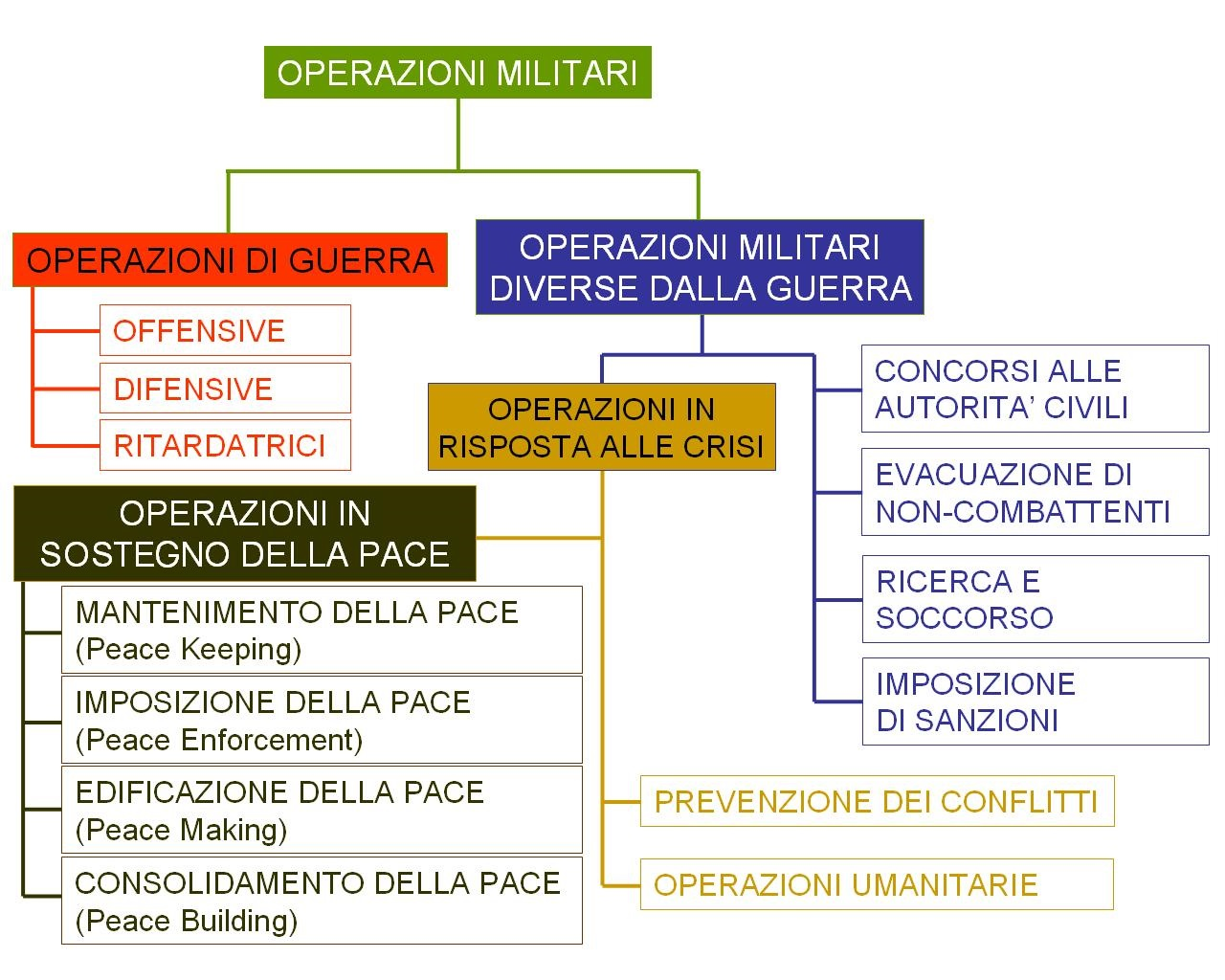
Classificazione delle operazioni militari

Per operazione militare si intende un tipo di attività in cui vengono impiegate materialmente risorse di tipo militare, a prescindere dall'entità e dalla tipologia, per assolvere uno o più compiti. Solitamente, con essa si intende l'insieme coordinato delle azioni militari compiute da un esercito, in base a obiettivi da raggiungere, compiti, tempi e luoghi in base ad un piano strategico. Il termine offensiva viene usato spesso come sinonimo.
Lo scopo di un'operazione militare è la distruzione di un gruppo nemico o di strutture e risorse a loro annesse, oppure l'occupazione e la difesa di territori ed aree di importanza strategica nel conflitto in corso o previsto. Qualsiasi divisione militare è capacitata nel condurre un'operazione militare, indipendentemente o in cooperazione con altre branche della stessa o di altre forze armate.

## Storia del termine

### Origine del termineoperazione
L'uso della parola operare è testimoniata nell'uso comune già prima del XVI secolo, come verbo ripreso del latino operārī, ovvero "lavorare, realizzare, prendere cura, gestire" e di opus "lavoro, occupazione". Il significato medico iniziale di operazione chirurgica alludeva quindi ad un paragone tra il chirurgo e l'artigiano, come una lavorazione o la riparazione di un oggetto. Da qui il latino operatio (genitivo operationis) con il significato si "lavoro, svolgimento, mestiere" così come l'astratta operazione e il nomen agentis operatore, seguito dell'aggettivo operativo: con significati più generali sono sionimi moderni di questi termini, per esempio, cooperazione, collaborazione e standardizzare.

### Evoluzione del termine

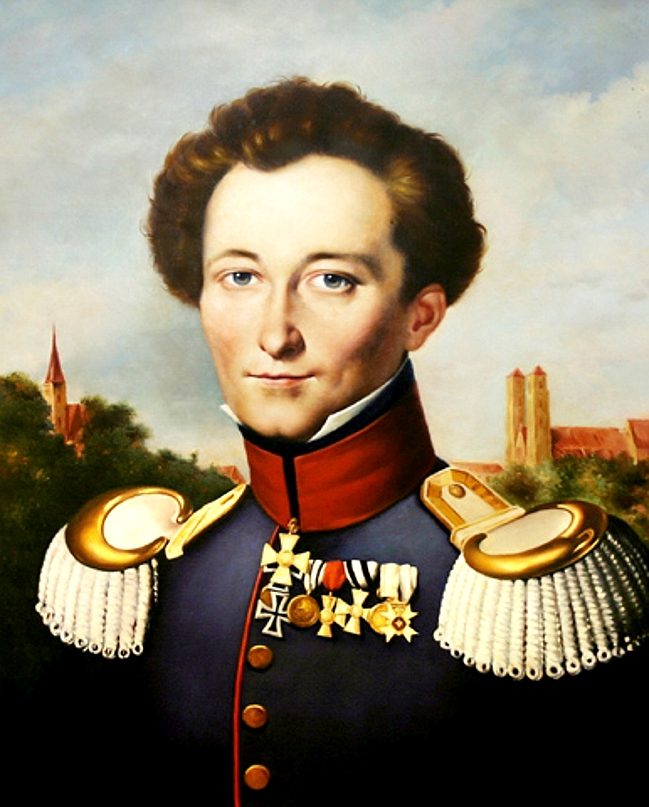
Carl von Clausewitz, ritratto di Karl Wilhelm Wach, 1830

Benché il termine si sia iniziato ad utilizzare in contesto medico da principi del XVI secolo, si inizia a trovare nel senso di movimento intenzionale di un'unità militare solamente a partire dagli anni finali del secolo stesso. In un senso più ampio, il termine non stabilì fino alla fine del Settecento e ai principi dell'Ottocento. Pur non trovandosi negli scritti di molti capi militari di lungo corso dell'epoca come Federico il Grande, il suo contemporaneo Henry Lloyd è considerato il creatore dell concetto di linea d'operazione per indicare le che connettono l'avanguardia dell'esercito sul campo, fino alla sua retroguardia e alle basi di fornitura nelle retrovie. Ciò suggerisce che già intorno al 1780, anno nel quale scrisse il Reflections on the principles of the art of war, il concetto di operazione si stava così estendendo verso la derivazione oggi conosciuta: già nel 1806, l'Arciduca d'Austria Carlo d'Asburgo-Teschen lo utilizzò più volte nel suo Grundsätze der höheren Kriegskunst und Beyspiele ihrer zweckmässigen Anwendung für die Generale der Österreichischen Armee, mentre il generale prussiano Carl von Clausewitz utilizza i termini base d'operazioni e linea d'operazioni con una certa frequenza nel suo Vom Kriege, scritto nel 1817 e pubblicato nel 1832; inoltre, per la prima volta, il singolo termine operazione viene usato per indicare una "manovra". Il capitolo quindicesimo del quinto libro è intitolato Base d'operazioni.

### L'operazione e l'arte operativa

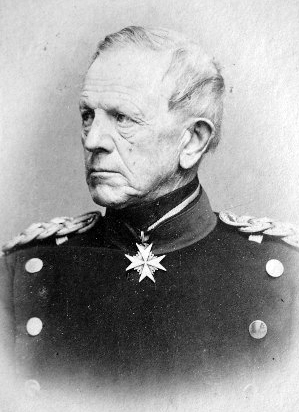
Helmuth von Moltke

Nonostante Clausewitz abbia usato il termine e varie sue accezioni, questo non acquistò il significato centrale e moderno fino a quando in Germania si iniziò ad utilizzare il l'aggettivo derivato operativo, creando una branca completamente nuova, per affiancare strategia e tattica, chiamata Operative Ebene. Tra i primi a parlare di arte operazionale o livello operativo di mando furono i due Capi di stato maggiori Helmuth Karl Bernhard von Moltke e il suo successore Alfred von Schlieffen, assicurando che questo nuovo concetto di leadership sia sorto in nell'Impero tedesco prima del 1900. Da qui, il concetto venne assunto all'estero per la prima volta nell'Impero russo, con il nome di Operatiwnoje iskusstwo (in russo Оперативное искусство?), dove il concetto di Leadership Operativa è stato elaborato in seguito dai militari Mijaíl Nikoláievich Tujachevski e Vladímir Kiriakovich Triandafillov tra 1923 e 1937, dando vita alla teoria dell'Operazione profonda, strategia militare usata nei primo decenniodi vita dell'URSS. Negli altri Stati europei al di fuori della Germania, i vari comandi militari accantonarono ben presto queste idee, rifiutando così una vera e propria scienza militare contemporanea.
Secondo lo storico e teorico Boris Mijailovich Shaposhnikov, fu solo con lo scoppio della Prima Guerra Mondiale e la ripresa dell'ideale del livello operativo da parte del teorico militare francese Louis Loyzeau de Grandmaison (studiate all'Accademia militare "Imperatore Nicola” di San Pietroburgo prima del conflitto) che lo resero popolare anche tra i comandi militari della Triplice Alleanza.

## Classificazione
Le operazioni militari si classificano in due macro-attività ben distinte:
- Operazioni di guerra (WAR)
- Operazioni militari diverse dalla guerra (Military operations other than war - MOOTW)

### Le operazioni di guerra
Sono operazioni in cui le forze militari sono impiegate in conflitto armato, come forze d'opposizione, contro uno o più stati sovrani allo scopo di distruggere il potenziale militare avversario.
Si classificano in:
- Operazioni offensive
- Operazioni difensive
- Operazioni ritardatrici

#### Offensive
Hanno lo scopo principale di distruggere o ridurre all'impotenza le forze nemiche ovunque si trovino.
Sono operazioni fondamentali in guerra poiché sono le uniche con le quali sia possibile raggiungere risultati decisivi.
Esse perseguono diversi scopi:
- La conquista di territorio
- Ridurre le risorse a disposizione dell'avversario
- Acquisire informazioni sull'avversario attraverso il combattimento
- Ingannare il nemico per distoglierlo dall'obiettivo reale
- Prevenire lo schieramento o la riorganizzazione di forze avversarie
- Ridurre od annullare la potenza militare dell'avversario

#### Difensive
Hanno lo scopo principale di far fallire le operazioni offensive nemiche, distruggendo o riducendo all'impotenza le forze avversarie, impedendogli così il raggiungimento dell'obiettivo prefissato.
Pongono i presupposti per condurre, a propria volta, un'operazione offensiva.
Gli scopi difensivi si possono riassumere in:
- Logoramento del potere offensivo dell'avversario
- Mantenimento di territorio, obiettivi sensibili o risorse
- Impegnare le forze nemiche per attaccare, con le forze offensive, il nemico in un'altra area
- Costringere il nemico a concentrarsi su punti specifici

#### Ritardatrici
Hanno lo scopo di ostacolare il movimento delle truppe nemiche guadagnando tempo mediante cessione di spazio, acquisendo informazioni sull'entità delle forze avversarie, proteggendo l'attività di altre truppe amiche od agevolando il movimento delle truppe avversarie solo verso posizioni tatticamente favorevoli per una successiva operazione offensiva.
Gli scopi si possono riassumere in:
- Rallentare la progressione del nemico infliggendo perdite, anche con cessione progressiva di terreno
- Attirare il nemico in aree dove risulti più vulnerabile ad un'azione offensiva
- Sottrarsi da situazioni non favorevoli per salvaguardare l'operatività dell'unità
- Individuare i punti più vulnerabili del dispositivo avversario

## Le operazioni militari diverse dalla guerra
Sono tutte le attività in cui forze militari non siano impiegate per operazioni che riconducano a una situazione di guerra conclamata.
Possono essere generalmente suddivise in:
- Operazioni in risposta alle crisi;
- Operazioni in concorso alle autorità civili;
- Operazioni per l'evacuazione di non-combattenti;
- Operazioni di ricerca e soccorso;
- Operazioni per l'imposizione di sanzioni;
- Operazioni di sabotaggio;
- Operazioni per la liberazione di ostaggi;
- Operazioni di recupero di vario tipo;

### Le operazioni in risposta alle crisi
Ovvero crisis response operations (CRO) sono operazioni in cui lo strumento militare viene impiegato secondo un principio di imparzialità ed in ottemperanza ad un mandato stabilito, normalmente, da un'organizzazione internazionale.
In questo tipo di operazioni lo strumento militare viene affiancato dal lavoro di diplomatici e organizzazioni umanitarie con lo scopo di raggiungere una soluzione politica a lungo termine od obiettivi diversamente specificati nel mandato.

#### Le operazioni in sostegno della pace
Ovvero peace support operations (PSO) sono operazioni in cui lo scopo principale è il ripristino, con la forza o con la deterrenza, di una situazione di calma.
Questo tipo di operazione varia a seconda del livello di conflittualità tra i contendenti e dalla volontà o meno, di una o più parti, di porre fine alle ostilità.

##### Mantenimento della pace(peacekeeping)
Le missioni di mantenimento della pace vengono svolte, in accordo a quanto previsto dal capitolo VII dello statuto dell'ONU, con il consenso di tutte le parti in causa.
Risulta fondamentale, per questo tipo di operazione, l'applicazione di principi di imparzialità e uso minimo della forza.
Nell'ambito di un'operazione di peacekeeping possono essere svolte le seguenti missioni:
- Missioni di osservazione: finalizzate a monitorizzare una situazione al fine di allertare, le superiori autorità, in caso di inizio delle ostilità o violazione di accordi.
- Missioni di interposizione: con lo scopo di separare i contendenti schierando un contingente militare di interposizione; tali missioni sono possibili solo dopo la fine delle ostilità e un cessate il fuoco condiviso dai contendenti.
- Missioni di assistenza nella transizione: hanno lo scopo di favorire il ritorno alla normalità, mantenendo un ambiente sicuro, a seguito di un accordo di pace tra le parti contendenti.

##### Imposizione della pace(peace enforcement)
Le missioni di imposizione della pace vengono svolte, in accordo a quanto previsto dal capitolo VII dello statuto dell'ONU, qualora le parti in causa non abbiano raggiunto un consenso per la cessazione delle ostilità.
Il contingente militare, incaricato di svolgere questo tipo di operazioni, utilizza la forza o ne minaccia l'uso obbligando i contendenti al rispetto delle condizioni stabilite dal mandato.
Se necessario la forza militare può ricorrere al combattimento, questo tipo d'azione però si differenzia dalle operazioni di guerra per il fatto che non è finalizzata alla distruzione, delle forze contrapposte, ma all'imposizione coercitiva delle condizioni stabilite dal mandato.
Nell'ambito di un'operazione di peace enforcement possono essere svolte le seguenti missioni:
- Contenimento: con lo scopo di limitare l'espansione e l'intensità del conflitto per mezzo o meno della forza.
- Applicazione di misure coercitive: con azioni di forza contro obiettivi circoscritti attuate, generalmente, a seguito del mancato rispetto degli accordi.
- Protezione delle attività umanitarie: con lo scopo di garantire la sicurezza alla popolazione e ai convogli umanitari, attraverso la vigilanza di obiettivi sensibili e scorte.
- Creazione e controllo di aree sicure: mediante vigilanza e protezione di parti di territorio e popolazione ivi residente.
- Separazione forzata dei contendenti: separando coercitivamente, anche con l'uso della forza, i contendenti creando zone demilitarizzate e creando i presupposti previsti dalle missioni di interposizione.
- Liberazione di territori occupati: ottemperando al mandato internazionale, ripristinando la sovranità nazionale in territori occupati, anche mediante l'utilizzo della forza.

##### Pacificazione(peacemaking)
Si tratta di attività che si attivano immediatamente dopo l'inizio di un conflitto e che vedono l'impegno principale della diplomazia al fine di stabilire un cessate il fuoco.
Lo strumento militare può fornire, in questo caso, sostegno indiretto attraverso consulenze su questioni militari o direttamente per operazioni di sorveglianza, imposizione di sanzioni o embarghi utilizzati come pressione politica.

##### Consolidamento della pace(peacebuilding)
Si tratta di un ampio spettro di attività volte a supportare politicamente, economicamente, socialmente e militarmente le parti contendenti al fine di neutralizzare le cause scatenanti del conflitto.
Con questo tipo di operazioni si promuove la sicurezza e il benessere e si facilita la ripresa economica.
Alle forze militari, in questo tipo di operazioni, è richiesto di garantire sicurezza alle autorità locali e alle organizzazioni civili, provvedere alla ricostruzione delle infrastrutture e delle istituzioni pubbliche e alla formazione e addestramento delle forze armate e di polizia.

#### Prevenzione dei conflitti
Si tratta di attività condotte in accordo a quanto previsto dal capitolo VI dello statuto dell'ONU, finalizzate alla prevenzione di situazioni che potrebbero degenerare in conflitto.
Al fine di svolgere questo compito, le forze militari possono svolgere le seguenti missioni:
- Spiegamento preventivo: dispiegando forze militari in zona di crisi o nelle vicinanze di essa al fine di imprimere un forte segnale politico e deterrenza nei confronti di eventuali attività ostili.
- Sorveglianza: attraverso il controllo imparziale e trasparente dei territori o delle attività dei contendenti, rendendo pubblici i dati ricavati al fine di scoraggiarli dall'intraprendere azioni stigmatizzabili dall'opinione pubblica, generando un effetto deterrente.
- Allarme preventivo: predisponendo una serie di attività di osservazione in grado di identificare con adeguato anticipo la minaccia di un conflitto, dando la possibilità di attivare per tempo le adeguate misure politiche e militari.

#### Operazioni umanitarie
Sono operazioni che hanno lo scopo di alleviare le sofferenze di una popolazione dovute a calamità naturali, carestie, persecuzioni o guerre.
Possono essere svolte nel contesto di altre operazioni ed affiancando eventuale attività umanitaria svolta da organizzazioni umanitarie governative (OG) e/o non governative (ONG).
Le attività svolte nelle operazioni umanitarie si possono classificare in:
- Aiuto umanitario: in cui si provvede a sopperire alle carenze primarie della popolazione (acqua, cibo, assistenza sanitaria, ricoveri) ed in cui le forze militari garantiscono la sicurezza della popolazione e delle organizzazioni civili.
- Assistenza ai rifugiati e ai profughi: svolte al fine di assicurare assistenza a popolazioni o gruppi costretti ad abbandonare la propria Nazione (rifugiati) o abitazione (profughi) a seguito di conflitto o evento calamitoso.
- Supporto in caso di calamità: svolte al fine di supportare le autorità locali in zone colpite da eventi calamitosi.

### Concorso alle autorità civili
Sono attività in cui lo strumento militare affianca, supporta o integra le forze di polizia o le istituzioni pubbliche per finalità connesse alla sicurezza o al benessere collettivo.
Le autorità militari possono farsi carico, in tutto o in parte, di attività non prettamente militari tra cui il controllo del territorio, le attività di soccorso e quelle di utilità pubblica come di seguito illustrato.
- Controllo del territorio: condotto sul territorio nazionale assolvendo funzioni di presenza e sorveglianza al fine di affermare la presenza dello stato, contrastare le attività illegali e la criminalità organizzata oltre che vigilanza e lotta all'immigrazione clandestina.
- Concorso al bene della collettività nazionale: con interventi a seguito di calamità naturali o disastri di varia natura e per attività di pubblica utilità mediante l'integrazione o la sostituzione di risorse pubbliche con quelle militari a seguito di richieste avanzate dalle autorità locali.

### Evacuazione di non-combattenti
L'evacuazione di non-combattenti (Non-combatant Evacuations Operation - NEO) è un'attività con implicazioni di carattere umanitario, politico e militare condotta di norma con il supporto del Ministero degli Esteri al fine di evacuare personale civile che si trovasse in zone di crisi.
Questo tipo di attività necessita di un forte coordinamento civile-militare, per ottimizzare e velocizzare le operazioni, poiché di norma trattasi di gravi minacce alla sicurezza della popolazione.
L'evacuazione può interessare:
- Cittadini nazionali che si trovino nell'area di crisi
- Cittadini stranieri selezionati, generalmente autorità, di cui si teme l'incolumità
- Cittadini stranieri di paesi alleati o su richiesta di paesi terzi

Spesso questo tipo di operazioni interessa più Forze Armate (interforze) o più paesi (multinazionale) e prevede in caso di ambiente ostile anche l'uso della forza per assicurare l'autoprotezione e quella del personale da evacuare.

### Ricerca e soccorso
La ricerca e soccorso in ambito militare è un'attività che può essere condotta nell'ambito di un contesto pacifico od ostile e per questo si può classificare in:
- Ricerca e Soccorso (Search And Rescue - SAR): che comprende attività condotte per la ricerca di persone disperse in terra anche a seguito di incidenti aerei o in mare a seguito di naufragi.
- Ricerca e Soccorso in zona ostile (Combat Search And Rescue - Combat SAR): che comprende attività prettamente militari, ricorrendo al combattimento se necessario, per il recupero di elementi rimasti isolati, sopravvissuti di aerei abbattuti o di naufragi, anche feriti (tramite Combat medic).
- Personnel recovery: recupero di membri della comunità internazionale, in situazione di isolamento o detenuti quali ostaggi di fazioni o gruppi di ribelli in aree teatro di operazioni militari
- Operations of recovery: le operazioni di recupero possono essere di vari generi es. recupero farmaci, civili, armi e di vari tipi di rifornimenti militari.[15].

### Imposizione di sanzioni
Sono operazioni condotte al fine di ottenere un risultato politico-diplomatico prefiggendosi i seguenti scopi:
- Avvisare, come deterrenza, che verranno presi provvedimenti più incisivi se non verranno rispettate delle condizioni specifiche
- Punire la condotta di uno stato
- Posare i presupposti per azioni di portata più ampia

Di norma vengono applicate quando un paese non rispetta le risoluzioni (imposte dall'ONU o da coalizioni di nazioni), le leggi internazionali o per impedire l'acquisizione di conoscenze o armamento bellico, limitando la minaccia per la stabilità internazionale o interna al paese stesso.